# Maso alticeps
Maso alticeps là một loài nhện trong họ Linyphiidae.
Loài này thuộc chi Maso. Maso alticeps được James Henry Emerton miêu tả năm 1909.